# Cephalotaxus sinensis
Cephalotaxus sinensis (главотис китайський, кит.: 粗榧, cu fei) — вид хвойних рослин родини головчатотисових.

## Поширення, екологія
Країни поширення: Китай (Аньхой, Чунцин, Фуцзянь, Гуандун, Гуансі, Гуйчжоу, Хенань, Хубей, Хунань, Цзянсу, Цзянсі, Сичуань, Юньнань, Чжецзян); Гонконг. Вид дуже поширений в Південно-Східному Китаї і відбувається в цілому ряді середовищ існування між 200 м над рівнем моря на східному узбережжі до 2800(3200) мнрм. в горах провінції Сичуань і Юньнань. Вид є звичайним у вологих рідколіссях вздовж потоків на більш низьких висотах, а також у гірських хвойних або змішаних лісах і в чагарникових заростях на схилах гір, на гранітах, пісковику або вапняку.

## Морфологія
Це кущ або невелике дерево до 12(15) метрів заввишки, зі стовбуром до 120 см діаметра. Кора червона, сіра або сіро-коричнева. Листки з черешком 0–1(2,5) мм; зелені зверху, лінійні або лінійно-ланцетні, (1)1.8–5(7) см × 2–3,5(4) мм, шкірясті, але відносно м'які, нижні жилкові смуги білі (дуже рідко зелені), 0,8–1,2 мм в ширину, вершина гостра. Пилкові шишкові кластери кулясті, 4–7 мм в діаметрі, кожен складається з 6–7 рожевувато-коричневих шишок; плодоніжка ≈ 3 мм, мікроспорофіл 4–11, кожна з 2–4 пилковими мішками. Шишки поодинокі або по 2–5(8) разом; плодоніжка 3–8 мм; насіннєві луски сірувато-зелені, яйцюваті, вершини незабаром загострені. Аріли червоні або червоно-фіолетові при дозріванні, 1.6–2.5 × 0.8–1.6 см, з 6 поздовжніми хребтами. Насіння яйцеподібне або оберненояйцеподібне, до еліпсоїдних, 1.8–2.5 × 0.9–1.2 см, верхівка загострена. Запилення відбувається у березні-червні, насіння дозріває у (червні) липні-листопаді.

## Використання
Враховуючи повідомлений розмір (діаметра) деяких стовбурів дерев, то очевидно, що деревина використовується, але не є комерційно важливою у місцевій торгівлі, значною мірою тому, що великі дерева дуже розкидані. Деревина використовується для виготовлення меблів, сільськогосподарських інструментів, посуду. Як і в інших видів, насіннєві шишки дають масло, яке традиційно спалюють в лампах. Алкалоїди з листя, коріння та насіння витягують в лікувальних цілях, наприклад, в лікуванні лейкемії. Цей вид вирощують в Китаї в обмеженому масштабі, в основному в ботанічних садах. За межами Китаю його рідко вирощують, і рослини, що належать до цього виду, можливо, плутають з C. harringtonii.

## Загрози та охорона
Вирубка лісів, особливо в нижньому діапазоні висот, де цей вид зустрічається є головною загрозою. Цей вид зустрічається в численних охоронних територіях по всьому ареалу.